# Мпанда (коммуна)

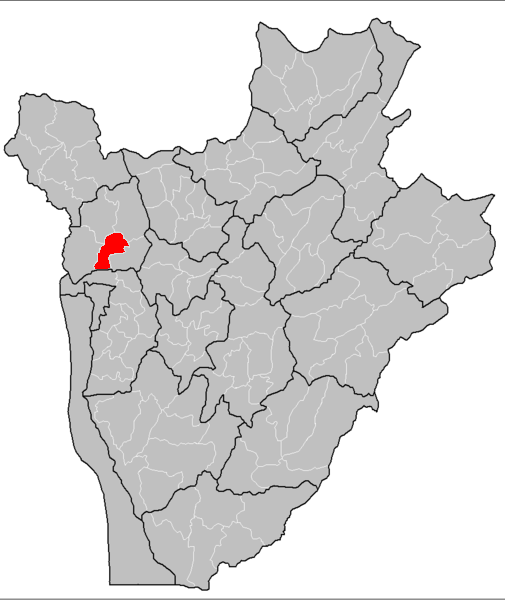

Мпанда (рунди и фр. Mpanda) — коммуна в составе провинции Бубанза в Бурунди. Административный центр — одноименный город Мпанда.
Расположена на северо-западе страны в 21 км к северу от столицы г. Бужумбура.
Население в 2008 году составляло 58913 человек. Плотность населения — 319 чел. / км².

## История
Ранее входила в состав Руанда-Урунди.

## Климат
Находится в зоне саванн. Климат — умеренный . Среднегодовая температура в этом районе составляет 19°С. Самый теплый месяц — июль, когда средняя температура составляет 22°С, а самый холодный — апрель, когда +16°С. Среднегодовое количество осадков составляет 1086 мм. Самый влажный месяц — декабрь, когда выпадает в среднем 154 мм осадков, а самый сухой — июль, выпадает 3 мм осадков.

## Известные уроженцы
- Ньябенда, Паскаль (род. 1966) — бурундийский политик, председатель Национального собрания.